# Llactapata

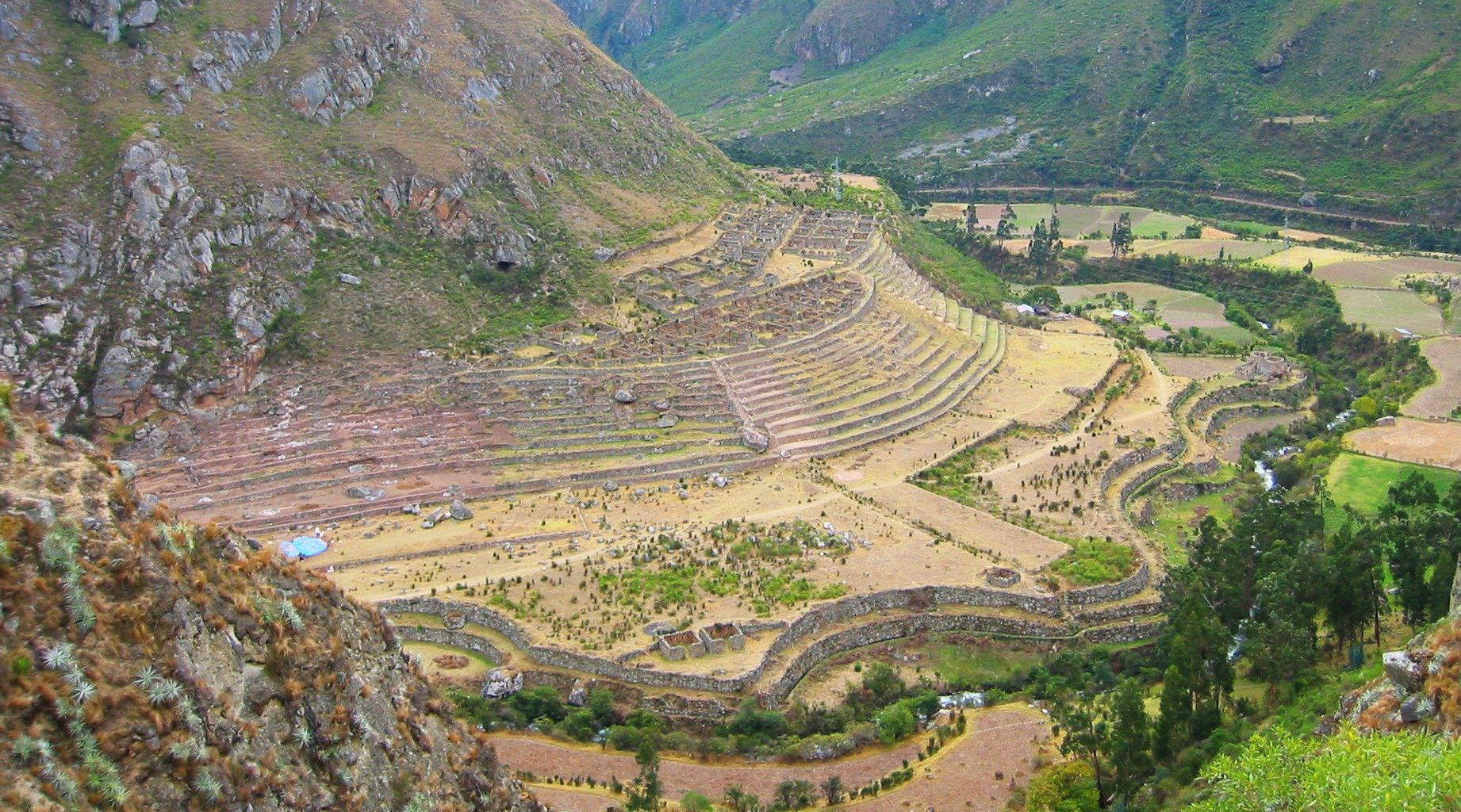
Llactapata, 2003 r.

Llactapata – stanowisko archeologiczne z czasów Inków położone przy Szlaku Inków prowadzącym do Machu Picchu, w regionie Cuzco, w Peru. Dawne miasto mieści się przy rzece Cusichaca, w pobliżu jej ujścia do Urubamby. W języku keczua nazwa oznacza "miasto na wzgórzu". Miasto zostało spalone przez Manco Incę, podczas jego odwrotu spod Cuzco w 1535 roku aby nie dostało się do rąk Hiszpańskich najeźdźców. Dzięki zniszczeniu miasta Hiszpanie nigdy go nie znaleźli.
Hiram Bingham odkrył Llactapatę podczas swoich prac wykopaliskowych w Machu Picchu w 1912 roku i określił je jako ruiny inkaskie. Nie miał jednak zbyt wiele czasu aby poddać miasto szerszym badaniom. Poza tym dane naniesione przez niego na mapę były jednak niedokładne, co uniemożliwiło potomnym dotarcie do stanowiska. Llactapata na kolejnych naukowców czekała 70 lat.
Pod koniec 2003 roku gazety doniosły o sensacyjnym odkryciu w Peru. Trudno tu mówić o odkryciu, raczej o dokładniejszej penetracji i badaniu zapomnianego stanowiska. W 2002 roku Hugh Thomson, brytyjski pisarz, przestudiował ponownie niepublikowane fragmenty dziennika Binghama i kolekcję zdjęć z Peabody Museum. Dzięki nim udało się zlokalizować ruiny. W 2003 r. ekspedycja, pracująca pod auspicjami Explorers Club of America oraz The Royal Geographical Society kierowana przez amerykańskiego archeologa Gary'ego Zieglera i Hugh Thomsona, udała się do Cuzco. Następnie odbyła loty zwiadowcze nad dżunglą, używając do penetracji kamer na podczerwień. Z uwagi na niesprzyjającą pogodę badacze przystąpili do poszukiwań w terenie i wówczas udało się natrafić na ruiny Llactapaty. Podczas wyprawy odnaleziono też drogę z Llactapaty do Cuzco, którą być może przybywali na okresowe kontrole i uroczystości urzędnicy. Poza tym natrafiono na liczne budowle ceremonialne, wśród nich być może Świątynię Słońca. Pola przylegające do zabudowań, na których uprawiano kukurydzę, mogły dostarczyć pożywienia dla około 50 osób, mieszkało ich tam jednak ponad 300. Badacze uważają, że Llactapata była spichlerzem dla Machu Picchu.